# Протилавинна галерея

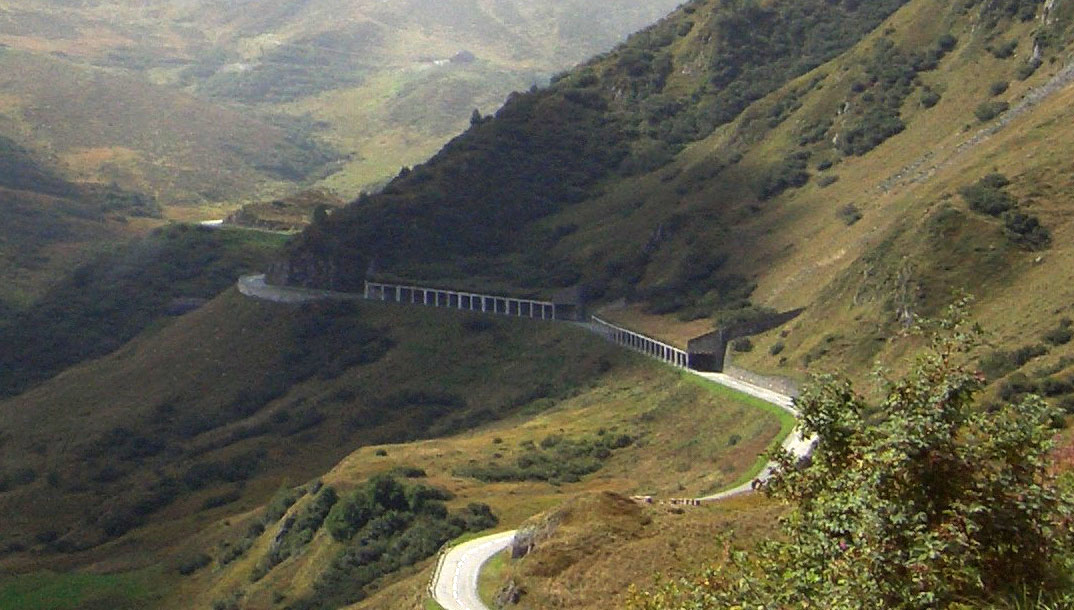
Лавинозахисна галерея в Альпах

Протилави́нні (лавинозахисні́) галере́ї — інженерні споруди на гірських ділянках траси залізничних та автомобільних доріг, що слугують для їх захисту від сходження снігових лавин та обвалів (каменепадів).

## Типи

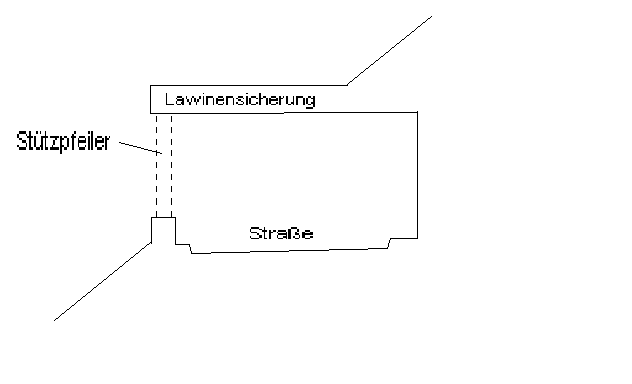
Схема протилавинної галереї

Розрізняють галереї аркового, балкового, консольного і рамного типів. Вибір типів галерей залежить від морфології лавинонебезпечної ділянки, ґрунтових умов і техніко-економічного обґрунтування.

### Балкові галереї
Галереї балкового типу рекомендуються для будівництва у напіввиїмці на косогірних ділянках доріг, якщо колони з низової сторони можна сперти на міцний ґрунт, а з верхової сторони немає небезпеки сповзання ґрунту. Перекриття галереї має служити продовженням схилу або утворювати з ним невеликий кут. Стіна галереї з верхової сторони служить підпорною стіною, та її конструкція повинна забезпечувати стійкість проти перекидання та зсуву.

### Галереї рамного типу
Застосування галерей рамного типу дозволяє зменшити об'єм стін та розміри елементів конструкції. Такі галереї рекомендується будувати в сейсмічних районах і на ділянках доріг, що перетинають косогори, якщо ґрунт засипки має невеликий кут природного укосу, а на галерею передається значна сила тертя лавини об засипку в межах призми активного тиску ґрунту.

### Галереї консольного типу
Галереї консольного типу будують на косогірних ділянках доріг при слабкій ґрунтовій основі з низової сторони. Галереї такої конструкції повинні не лише добре чинити опір згинальним зусиллям, а й забезпечувати міцність консолі. Фундамент підпірної стіни повинен спиратися на міцний ґрунт.

## Економічні міркування
Зважаючи на високу вартість галерей потрібно прагнути до скорочення їх довжини, із застосуванням напрямних стін або дамб. У разі, якщо є достатній бюджет будівництва і при позитивному економічному обґрунтуванні можна обійтися без застосування додаткових споруд з тим, щоб збільшити довжину галерей.
Залежно від умов місцевості вибирають монолітний або збірний варіант будівництва, але з технологічних міркувань збірний варіант кращий.